# Frei Lagonegro
Frei Lagonegro is een gemeente in de Braziliaanse deelstaat Minas Gerais. De gemeente telt 3.493 inwoners (schatting 2009).

## Aangrenzende gemeenten
De gemeente grenst aan Coluna, Itamarandiba, São José do Jacuri en São Sebastião do Maranhão.